# Fictional 15
Das amerikanische Forbes-Magazin veröffentlicht seit 2005 jährlich die Fictional 15, eine Liste der 15 reichsten fiktiven, aber nicht mythologischen Charaktere.

## Auswahl
Fictional-15-Charaktere müssen im Allgemeinen in einem Werk eine Hauptrolle haben und sowohl in ihrer fiktiven als auch in der realen Welt dafür bekannt sein, reich zu sein. Die Auswahlkriterien orientieren sich an realen ökonomischen Bedingungen. Die Redaktion versucht, die ökonomische Basis des Reichtums zu identifizieren und die Veränderungen zu berechnen, die diese Basis im Jahr zuvor erfahren hat. Forbes stellt die Gewinner in kurzen Porträts vor, legt die Quellen ihres Reichtums dar, und kommentiert diesen Erwerb.

## Veränderung mit der Zeit
Den Weihnachtsmann, der jahrelang die Liste führte, strich Forbes, da sich laut Redaktion zahlreiche Kinder beschwerten, dass der Weihnachtsmann ja real sei.
2009 stieg Uncle Sam als Sinnbild der USA zur reichsten fiktiven Person auf, um die Fähigkeit der USA zu demonstrieren, in riesigen Mengen Geld in Umlauf zu bringen. 2010 wiederum stufte die Forbes-Redaktion ihn drastisch herab, da sie zweifelte, wie viel dieser unendliche Geldvorrat tatsächlich wert wäre. Andererseits fluktuiert beispielsweise das fiktive Vermögen von Dagobert Duck mit den Rohstoffindizes. Unter den zahlreichen Listen der Wirtschaftspresse, die sich mit den reichsten oder erfolgreichsten Menschen oder Firmen beschäftigen, beschreibt National Public Radio die Fictional 15 als eine der kreativsten.
Die einzigen Personen, die sich seit 2005 jedes Jahr in der Liste befinden, sind Bruce Wayne, Thurston Howell III, Scrooge McDuck (auf Deutsch Dagobert Duck) und C. Montgomery Burns.

## 2010
Die Liste aus dem Jahr 2010:
| Rang | Name                      | Ursprung                      | Ursprung             | Vermögen (in Mrd. US-Dollar) | Alter     | Wohnort           | Land       | Einnahmequellen                          |
| ---- | ------------------------- | ----------------------------- | -------------------- | ---------------------------- | --------- | ----------------- | ---------- | ---------------------------------------- |
| 1    | Carlisle Cullen           | The Twilight Series           | Roman Film           | 34,1                         | 370       | Forks, Washington | USA        | Langzeitinvestitionen, Zinseszins        |
| 2    | Dagobert Duck             | Disney Comics                 | Comic Film           | 33,5                         | 81        | Entenhausen       | USA        | Schatzsuche, Bodenschätze                |
| 3    | Richie Rich               | Richie Rich                   | Comic Film           | 11,5                         | 10        | Richville         | USA        | Erbschaft, Investitionen                 |
| 4    | Tony Stark                | Marvel Comics, Iron Man       | Comic Film           | 8,8                          | 35        | New York City, NY | USA        | Erbschaft, Waffenhandel                  |
| 5    | Jed Clampett              | The Beverly Hillbillies       | Fernsehsendung       | 7,2                          | 51        | Beverly Hills, CA | USA        | Öl- & Gas-Förderung, Investitionen       |
| 6    | Adrian "Ozymandias" Veidt | DC Comics, Watchmen           | Comic Film           | 7,0                          | 47        | New York City, NY | USA        | Marketing                                |
| 7    | Bruce Wayne               | DC Comics, Batman             | Comic Film           | 6,5                          | 32        | Gotham City       | USA        | Erbschaft, Waffenhandel, Investitionen   |
| 8    | Zahnfee                   | Fabelwesen                    | Fabel                | 3,9                          | ewig jung | unbekannt         | unbekannt  | Erbschaft                                |
| 9    | Thurston Howell III       | Gilligans Insel               | Fernsehsendung       | 2,1                          | 60        | Privatinsel       | Südpazifik | Howell Industries                        |
| 10   | Sir Topham Hatt           | Thomas, die kleine Lokomotive | Fernsehsendung       | 2,0                          | 55        | Insel Sodor       | UK         | Eisenbahngeschäft, Immobilien            |
| 11   | Artemis Fowl II           | Artemis Fowl                  | Roman                | 1,9                          | 15        | Dublin            | Irland     | Erbschaft, Diebstahl, Technische Patente |
| 12   | Montgomery Burns          | Die Simpsons                  | Fernsehsendung Comic | 1,3                          | 104       | Springfield       | USA        | Kernenergie                              |
| 13   | Charles Bass              | Gossip Girl                   | Fernsehsendung       | 1,1                          | 18        | Manhattan, NY     | USA        | Erbschaft, Immobilien                    |
| 14   | Jay Gatsby                | Der große Gatsby              | Roman                | 1,0                          | 30        | West Egg, NY      | USA        | Kriminelle Geschäfte, Investitionen      |
| 15   | Lucille Bluth             | Arrested Development          | Fernsehsendung       | 0,95                         | 68        | Newport Beach, CA | USA        | Immobilien                               |

## 2013

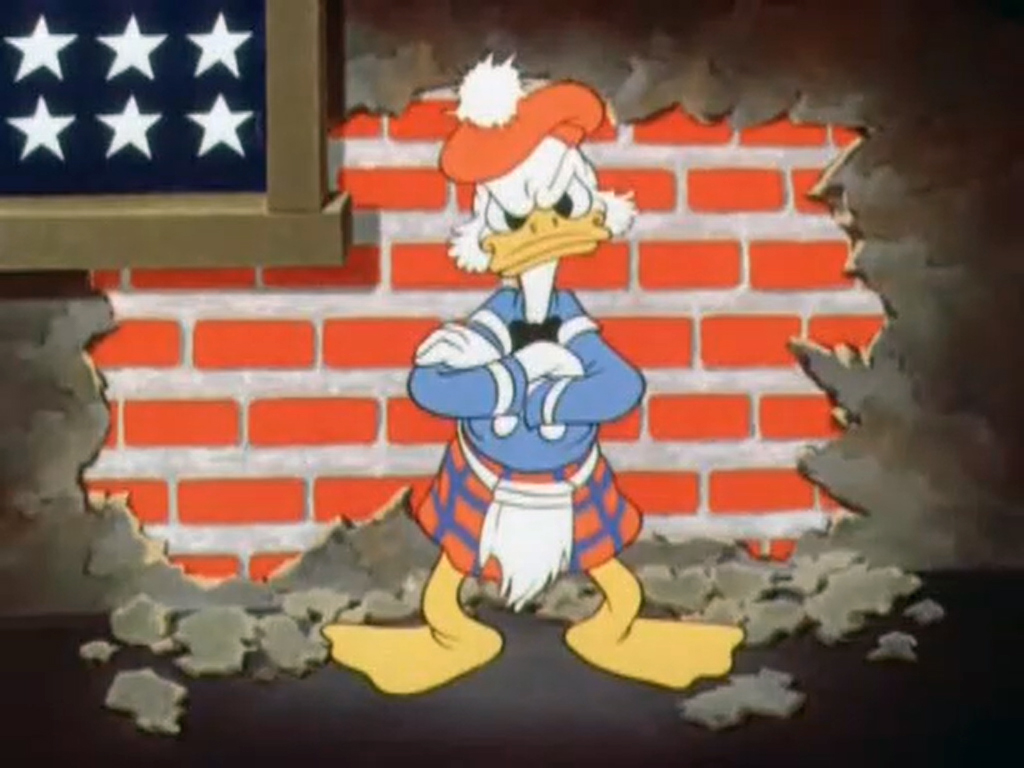
Ein Vorgänger von Dagobert Duck, Platz 1

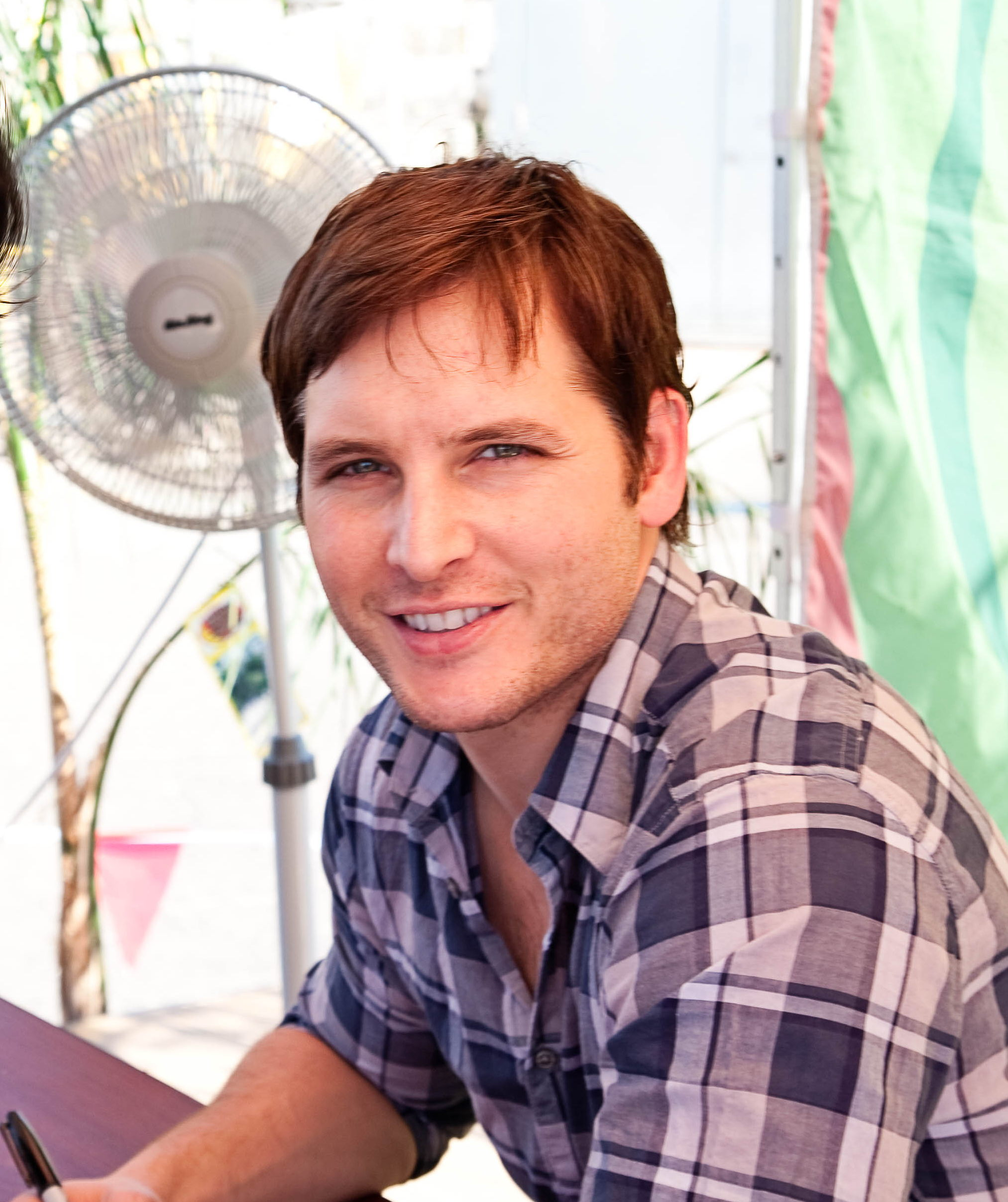
Peter Facinelli ist der Schauspieler von Carlisle Cullen, Platz 3

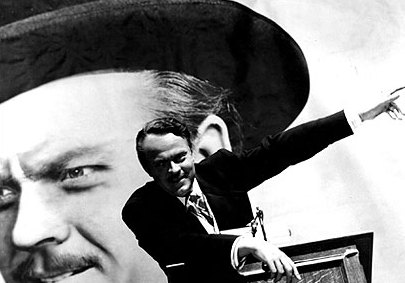
Charles Foster Kane (gespielt von Orson Welles), Platz 5

Die Liste aus dem Jahr 2013:
| Rang | Name                | Ursprung                | Ursprung   | Vermögen (in Mrd. US-Dollar) | Alter   | Wohnort             | Land       | Einnahmequellen             |
| ---- | ------------------- | ----------------------- | ---------- | ---------------------------- | ------- | ------------------- | ---------- | --------------------------- |
| 1    | Dagobert Duck       | Disney Comics           | Comic Film | 65,4                         | 167     | Entenhausen         | USA        | Bergbau, Schatzsuche        |
| 2    | Smaug               | Der Hobbit              | Roman Film | 54,1                         | ?       | Der Einsame Berg    | Mittelerde | Plünderungen                |
| 3    | Carlisle Cullen     | Twilight                | Roman Film | 46                           | ca. 375 | Forks, Washington   | USA        | Zinseszinsen, Investitionen |
| 4    | Tony Stark          | Marvel Comics, Iron Man | Comic Film | 12,4                         | 43      | Malibu, Kalifornien | USA        | Verteidigung, Energie       |
| 5    | Charles Foster Kane | Citizen Kane            | Film       | 11,2                         | †       | Xanadu, Kalifornien | USA        | Medien                      |